# NHL 1926/1927
Sezóna 1926/1927 byla 10. sezonou NHL. Vítězem Stanley Cupu se stal tým Ottawa Senators.
WHL zanikla, a tak tuto sezonu již Stanley Cup patřil pouze NHL.
NHL byla rozšířena na 10 účastníků o týmy Chicago Black Hawks, Detroit Cougars a New York Rangers. Bylo rozhodnuto o rozdělení ligy na dvě divize, a to americkou a kanadskou. Do play off postupovaly tři týmy z každé divize. Celé play off se hrálo v rámci divizí – týmy z opačných divizí se tak mohly utkat až ve finále. Ve čtvrtfinále se utkaly systémem doma-venku týmy na 2. a 3. pozicích. V semifinále změřili své síly vítězové divizí proti vítězům čtvrtfinále, a to také doma-venku. Finále Stanley Cupu se hrálo na 5 zápasů, které ale mohly skončit remízou, a tak zvítězil tým s více vítěznými zápasy.

## Konečná tabulka základní části

### Kanadská divize
| Tým                  | Z  | V  | P  | R | B  | VG | IG |
| -------------------- | -- | -- | -- | - | -- | -- | -- |
| Ottawa Senators      | 44 | 30 | 10 | 4 | 64 | 86 | 69 |
| Montreal Canadiens   | 44 | 28 | 14 | 2 | 58 | 99 | 67 |
| Montreal Maroons     | 44 | 20 | 20 | 4 | 44 | 71 | 68 |
| New York Americans   | 44 | 17 | 25 | 2 | 36 | 82 | 91 |
| Toronto St. Patricks | 44 | 15 | 24 | 5 | 35 | 79 | 94 |

### Americká divize
| Tým                 | Z  | V  | P  | R | B  | VG  | IG  |
| ------------------- | -- | -- | -- | - | -- | --- | --- |
| New York Rangers    | 44 | 25 | 13 | 6 | 56 | 95  | 72  |
| Boston Bruins       | 44 | 21 | 20 | 3 | 45 | 97  | 89  |
| Chicago Black Hawks | 44 | 19 | 22 | 3 | 41 | 115 | 116 |
| Pittsburgh Pirates  | 44 | 15 | 26 | 3 | 33 | 79  | 108 |
| Detroit Cougars     | 44 | 12 | 28 | 4 | 28 | 76  | 105 |

## Play off
|  | Čtvrtfinále     | Čtvrtfinále         | Čtvrtfinále      |                    |    | Semifinále | Semifinále | Semifinále |  |  | Finále Stanley Cupu | Finále Stanley Cupu | Finále Stanley Cupu |
|  |                 |                     |                  |                    |    |            |            |            |  |  |                     |                     |                     |
|  |                 |                     |                  |                    |    |            |            |            |  |  |                     |                     |                     |
|  |                 | K1                  | Ottawa Senators  | 5G                 |    |            |            |            |  |  |                     |                     |                     |
|  | Kanadská divize | K1                  | Ottawa Senators  | 5G                 |    |            |            |            |  |  |                     |                     |                     |
|  |                 |                     | K2               | Montreal Canadiens | 1G |            |            |            |  |  |                     |                     |                     |
|  | K2              | Montreal Canadiens  | K2               | Montreal Canadiens | 1G | 2G         |            |            |  |  |                     |                     |                     |
|  | K2              | Montreal Canadiens  |                  |                    |    | 2G         |            |            |  |  |                     |                     |                     |
|  | K3              | Montreal Maroons    | 1G               |                    |    |            |            |            |  |  |                     |                     |                     |
|  |                 |                     |                  |                    |    |            |            |            |  |  | K1                  | Ottawa Senators     | 2                   |
|  |                 |                     | A2               | Boston Bruins      | 0  |            |            |            |  |  |                     |                     |                     |
|  |                 |                     |                  |                    |    |            |            |            |  |  |                     |                     |                     |
|  |                 |                     |                  |                    |    |            |            |            |  |  |                     |                     |                     |
|  |                 | A1                  | New York Rangers | 1G                 |    |            |            |            |  |  |                     |                     |                     |
|  | Americká divize | A1                  | New York Rangers | 1G                 |    |            |            |            |  |  |                     |                     |                     |
|  |                 |                     | A2               | Boston Bruins      | 3G |            |            |            |  |  |                     |                     |                     |
|  | A2              | Boston Bruins       | A2               | Boston Bruins      | 3G | 10G        |            |            |  |  |                     |                     |                     |
|  | A2              | Boston Bruins       |                  |                    |    | 10G        |            |            |  |  |                     |                     |                     |
|  | A3              | Chicago Black Hawks | 5G               |                    |    |            |            |            |  |  |                     |                     |                     |

## Ocenění
| Prince of Wales Trophy:    | Ottawa Senators                       |
| Hart Memorial Trophy:      | Herb Gardiner, Montreal Canadiens     |
| Lady Byng Memorial Trophy: | Billy Burch, New York Americans       |
| Vezina Trophy:             | George Hainsworth, Montreal Canadiens |